# Chaise longue
Pour les articles homonymes, voir Chaise (homonymie).
Ne pas confondre avec un transatlantique.

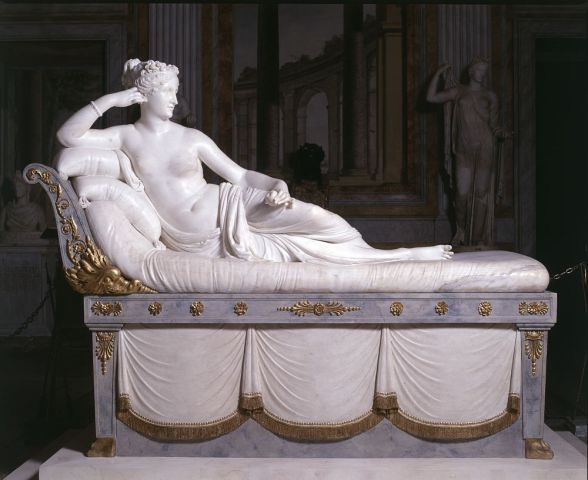
Chaise longue sculptée d'époque Empire. Antonio Canova (1757-1822) : Venus Victrix (Pauline Borghese), 1805-1808.

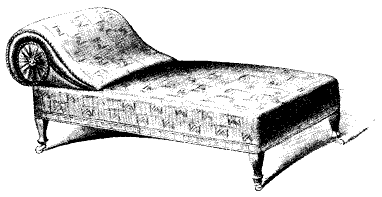
Une chaise longue XIXe siècle

Une chaise longue est généralement un fauteuil garni de tissu d'ameublement qui est assez long pour supporter les jambes de l’usager. L’expression « chaise longue » est aussi utilisée dans les pays anglo-saxons. Cependant on peut entendre « chaise lounge » en Amérique du Nord. Ce terme résulte de l’assemblage du mot français « chaise » et du mot anglais « lounge ».
On désigne parfois ainsi un transat (ou « transatlantique »), qui est un meuble beaucoup plus léger et pliant. À l'origine destiné au repos des passagers sur les ponts des navires transatlantiques.

## Variantes

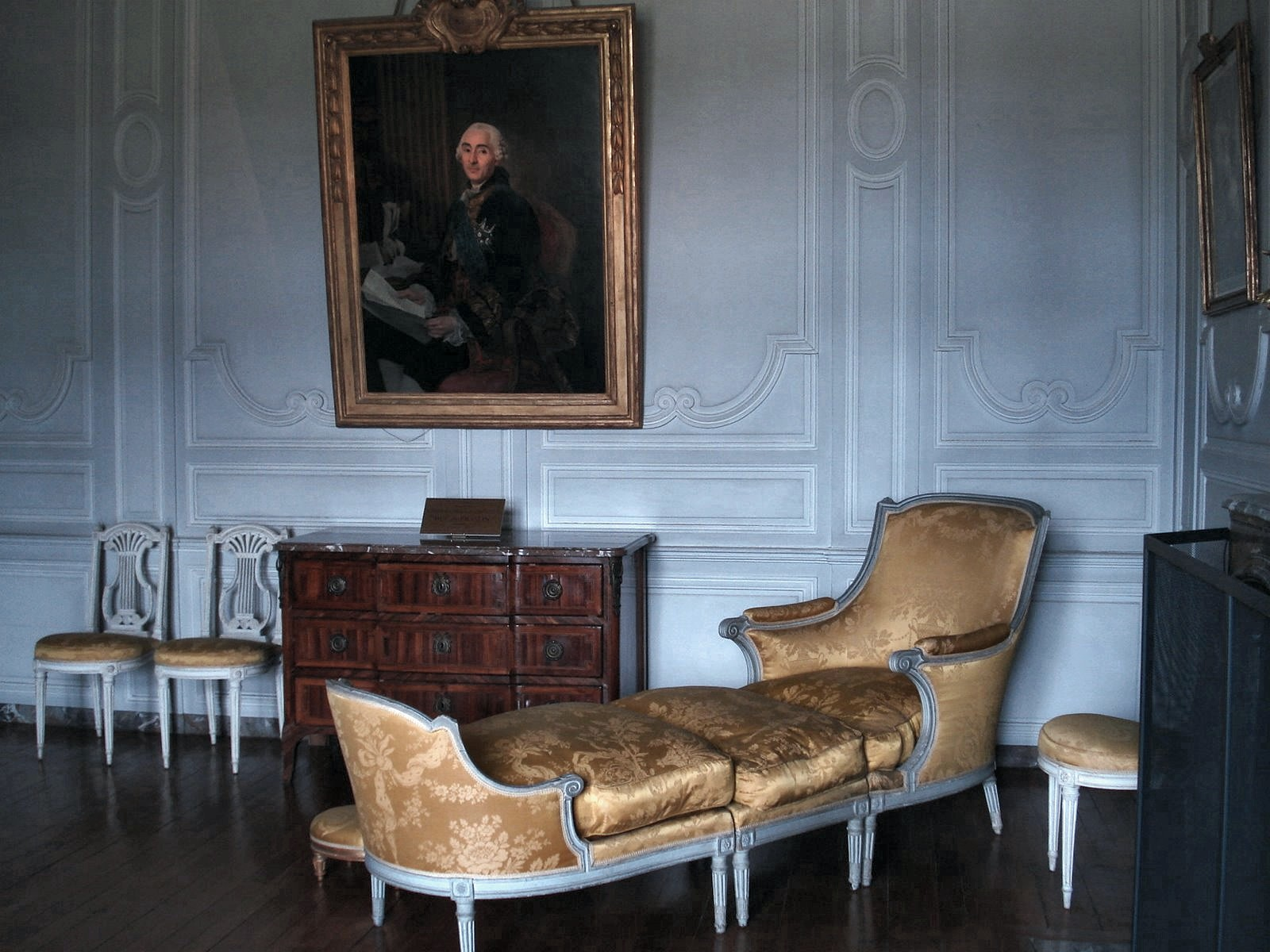
Duchesse brisée

- Duchesse brisée : c'est une chaise longue en plusieurs  parties, où le support des jambes est séparé de la chaise. Ou deux chaises longues face à face avec un petit meuble pour le support des jambes entre les deux[1].

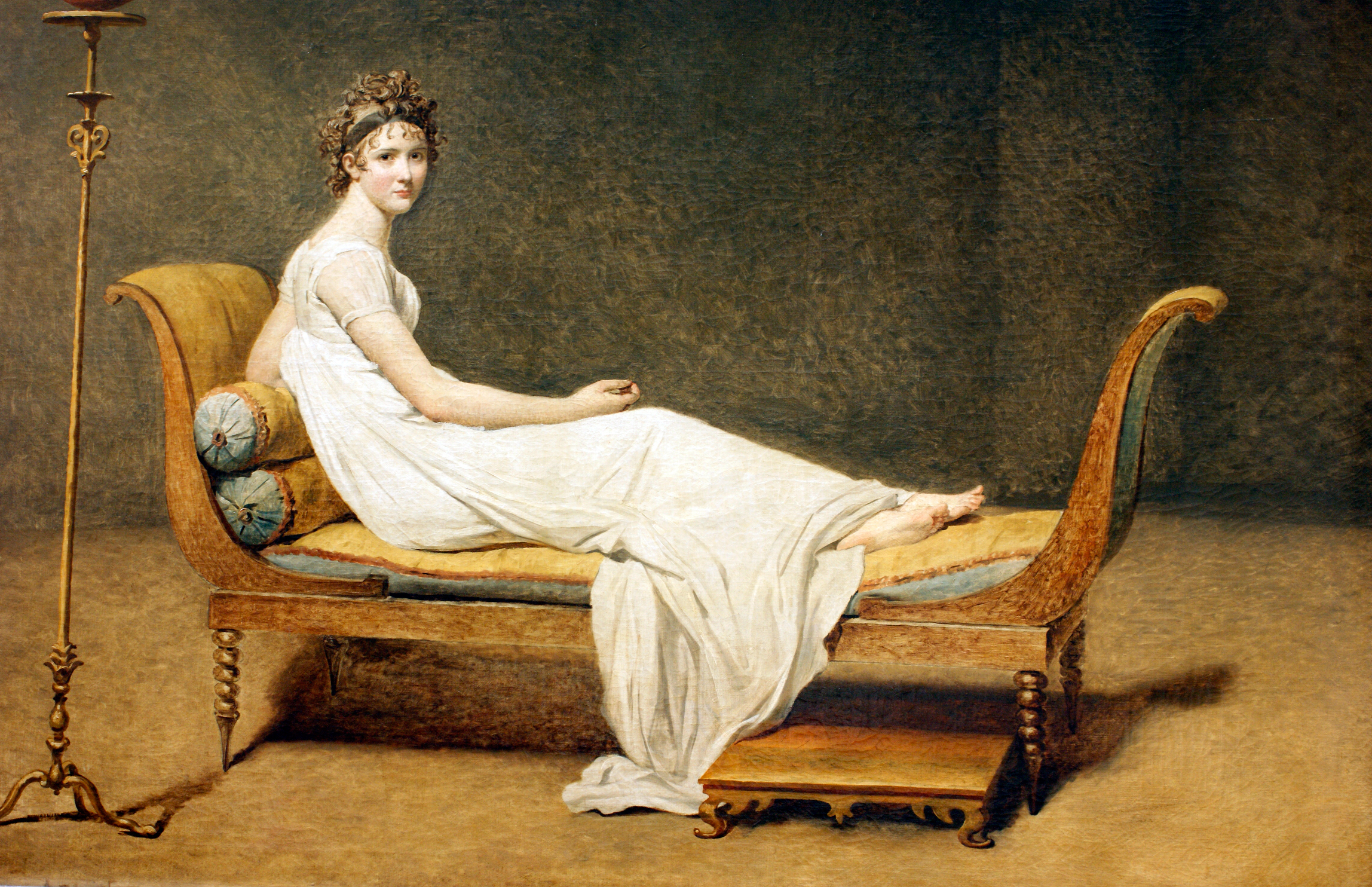
Récamier

- Récamier ou récamière : c'est une banquette avec sur les petits côtés deux extrémités de même hauteur. Et sans dossier. Il porte le nom de Juliette Récamier (1777-1849), qui a été peinte allongée dans une pose élégante sur un de ces meubles. Il est comparable au lit-bateau, mais destiné à un salon et non pas à une chambre[1].

Ce meuble est comparé à la Méridienne (ci-dessous) et proche du canapé.

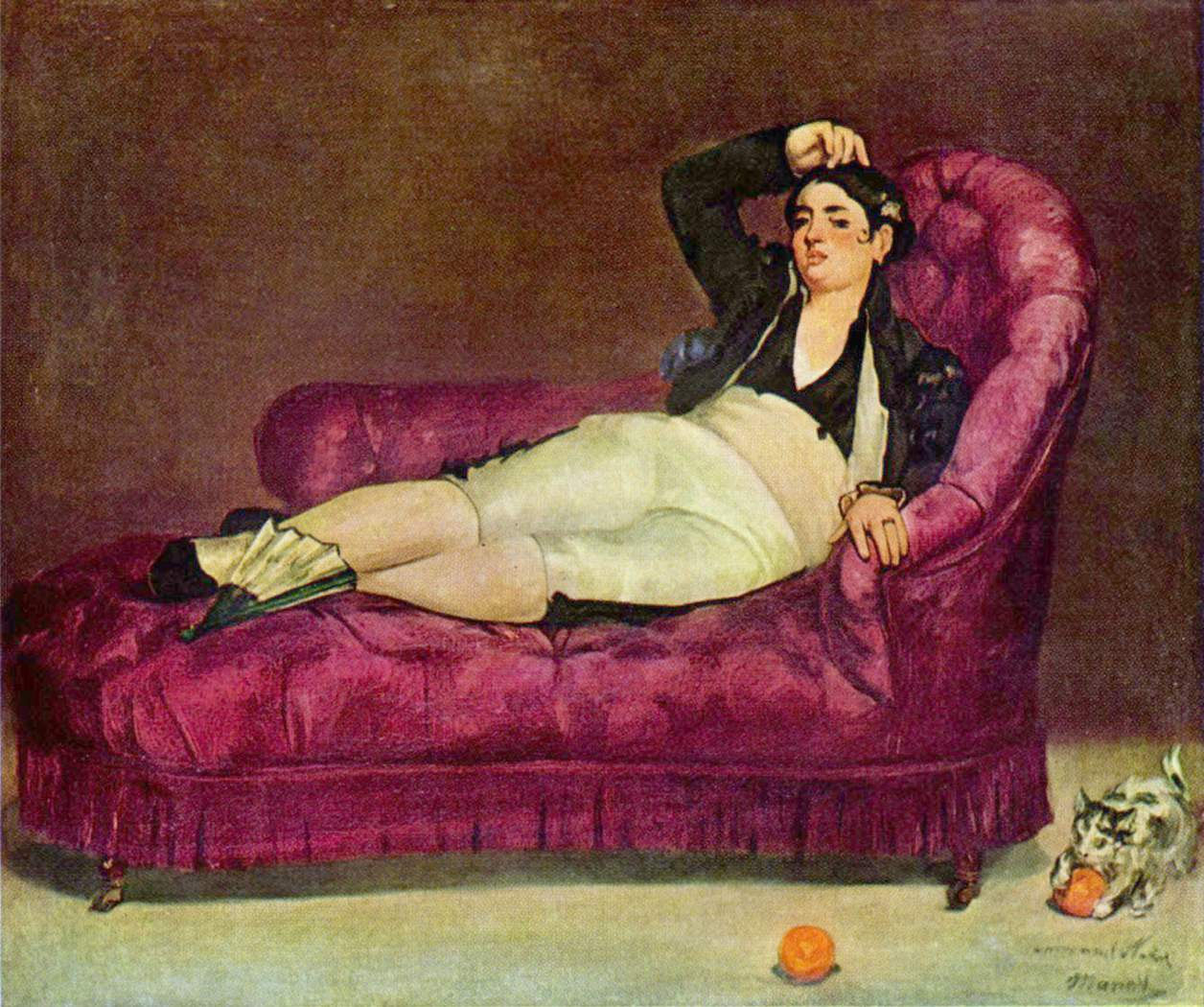
Méridienne

- Méridienne : c'est une banquette avec du côté de la tête, un support plus haut que du côté des pieds. Et un dossier asymétrique ou absent.

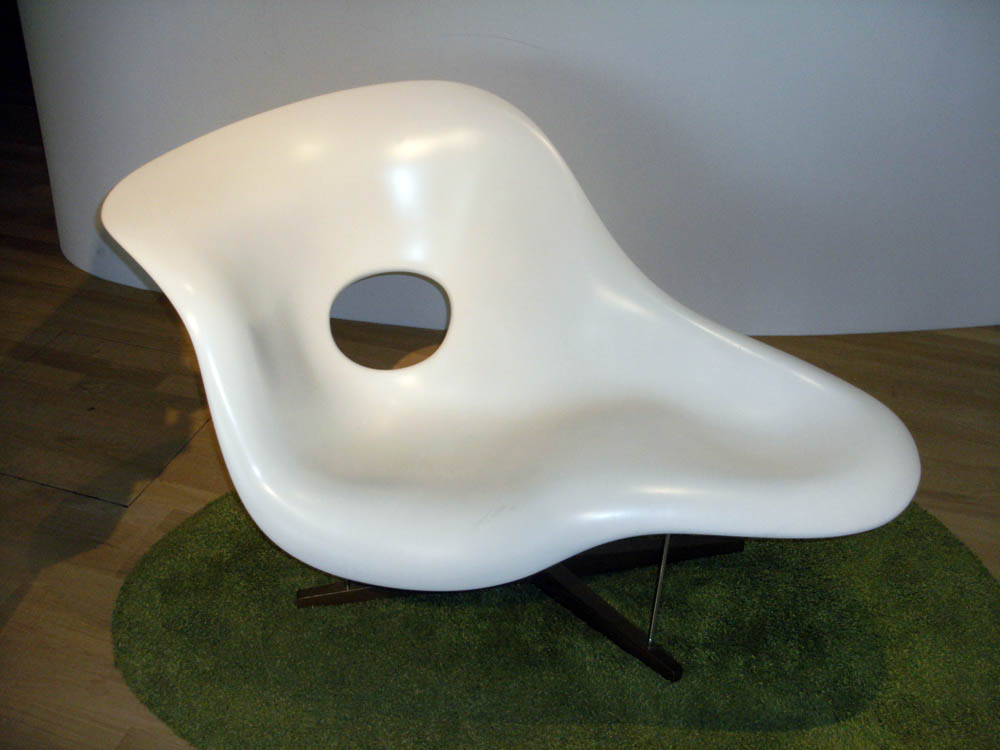
La coque de l'assise est en fibre de verre

- La Chaise : variante moderne de chaises longues: